# Borohydrure de lithium
Le borohydrure de lithium est un composé chimique de formule LiBH4. Il s'agit d'un sel de lithium Li+ et de borohydrure BH4− qui se présente sous la forme d'une poudre cristallisée gris clair couramment utilisée en synthèse organique comme réducteur avec les esters. Bien que moins couramment utilisé que le borohydrure de sodium NaBH4, le sel de lithium a l'avantage d'être soluble dans les éthers, comme le tétrahydrofurane (THF), et de présenter moins de risques à la manipulation que l'aluminohydrure de lithium LiAlH4.

## Préparation
Le borohydrure de lithium peut être obtenu par métathèse à partir de borohydrure de sodium NaBH4 et de bromure de lithium LiBr dans l'éther diéthylique ou le THF. Le bromure de sodium NaBr précipite et le liquide limpide obtenu est utilisé tel quel pour les réductions après détermination de sa concentration en hydrure :
NaBH4 + LiBr ⟶ NaBr(s) + LiBH4.
Il peut également être produit en traitant du trifluorure de bore BF3 avec de l'hydrure de lithium LiH dans l'éther diéthylique :
BF3 + 4 LiH → LiBH4 + 3 LiF.

## Réactions
Le cation de lithium Li+ est un acide de Lewis plus fort que le cation de sodium Na+. Li+ se coordonne avec l'atome de carbone du groupe carbonyle, augmentant son caractère électrophile. Le transfert de l'hydrure en est facilité. Le borohydrure de lithium LiBH4 est de ce fait un réducteur plus énergique que le borohydrure de sodium NaBH4. Mélangé avec du méthanol et de l'éther diéthylique, le borohydrure de lithium peut réduire les esters en alcools et les amides en amines, tandis que ces substrats ne sont pas affectés par borohydrure de sodium. Cette réactivité plus forte est attribuée à la polarisation du carbonyle du substrat par complexation du cation de lithium.
Le borohydrure de lithium est hygroscopique et se décompose en présence d'humidité en formant du métaborate de lithium LiBO2 et en libérant de l'hydrogène H2 :
LiBH4 + 2 H2O ⟶ LiBO2 + 4 H2 ↑.